# Vera Boulatova
Pour les articles homonymes, voir Boulatova.
Vera Andreevna Bulatova ou Boulatova [вера андреевна булатова], née le 30 septembre 1915 à Moscou, morte le 11 décembre 2014 à Tachkent, est une archéologue, historienne de l'architecture et muséologue soviétique et ouzbèke. Elle a écrit une trentaine d'ouvrages sur l'archéologie et l'histoire de l'Asie centrale, portant notamment sur l'histoire architecturale de Tachkent, en Ouzbékistan.

## Biographie

### Jeunesse, famille
Vera Bulatova est née à Moscou en 1915. Elle est diplômée de l'université technique en 1934 et a travaillé dans le département de planification de la mairie de Moscou. En 1935, elle épouse Mithat Bulatov.

### Carrière, recherches
Vera Bulatova publie sur l'histoire architecturale de Tachkent, en Ouzbékistan. Entre 1937 et 1938, elle est bien connue pour ses recherches sur Samarcande. En 1940, elle déménage à l'université nationale d'Ouzbékistan. Elle étudie les paysages du Turkménistan sous Galina Pugachenkova. Elle fait de nombreuses fouilles dans la région, notamment l'ancienne et la nouvelle Nisa, Anau, Pestak (Abiverd) et plusieurs monuments de la vallée d'Amu Darya. En 1948, Vera Bulatova fouille les anciennes colonies de Pestak, Khiveabad dans le district de Kaakhkinsky. L'étude des anciens « kala » (manoirs fortifiés de Bayaandn) s'est poursuivie dans le village de Bagi.
De 1950 à 1957, Vera Bulatova travaille comme chercheuse dans les ateliers spéciaux de restauration scientifique sous le Bureau de l'architecture du ministère de la Culture de la RSS d'Ouzbékistan ; elle étudie l'histoire de la composition des monuments architecturaux médiévaux de Khiva, Boukhara, Samarcande, Chakhrisabz, Termez et Tachkent. Elle effectue les premières fouilles archéologiques de l'arc médiéval d'Itchan Kala, les mausolées d'Alautdin-bobo, Uch-avliya, et elle examine les monuments de la région de Khorezm.
Vera Bulatova travaille ensuite, de 1957 à 1975, comme chercheuse principale à l'Institut d'histoire et d'archéologie de l' Académie des sciences d'Ouzbékistan. Elle fouille une partie du village de Kyzylkir dans la région de Boukhara dans le cadre d'une expédition dirigée par Yahya Gulyamova. Elle explore la colonie médiévale de Kuva et ses environs dans la vallée de Ferghana. Dans le cadre de l'expédition archéologique ouzbèke, l'Académie des sciences de la RSS d'Ouzbékistan mène des travaux de terrain de 1956 à 1959, en collaboration avec Kh. Moukhamedov à la tour nord-ouest de la citadelle de Kuva. De 1959 à 1969, elle mène des recherches archéologiques sur une petite colline au nord de la ville principale de Kuva avec un quartier résidentiel du VIIe siècle. En 1967, après le fort tremblement de terre de 1966 et la restauration ultérieure de Tachkent, le détachement archéologique de Tachkent est créé pour la surveillance archéologique des nouveaux bâtiments urbains sous sa direction. Dans les premières années, les limites de la colonie Binkat, qui était cachée sous les bâtiments de la vieille ville, ont été définies. L'équipe de recherche a couvert presque tous les sites archéologiques de Tachkent. Parmi eux se trouve Kazakhmazartepa sur le territoire du 13ème quartier moderne du massif de Tachkent Tchilanzar.

### Retraite, décès
Vera Bulatova prend sa retraite en 1975.
Elle meurt le 11 décembre 2014 à Tachkent.